# Gabriela Abad Miró
Gabriela Abad Miró (Alcoy, 1915 - Ciudad de México, 24 de enero de 1941), conocida también como Gabrielilla, fue una política y profesora española.

## Biografía
Licenciada en Filosofía por la Universidad de Madrid

## Trayectoria política
Gabriela Abad fue dirigente de las Juventudes Comunistas de España del Partido Comunista de España (PCE) y de las Juventudes Socialistas Unificadas (JSU), responsable de política de acción social del Comité de Madrid, responsable de acción social del Quinto Regimiento (1936-1937), responsable de la acción social del Socorro Rojo Internacional en Madrid (1938-1939) y secretaria del comité del campo de internamiento de Châteaubriant (Francia) en 1939.
Amiga y colaboradora de Tina Modotti, responsable en España del Socorro Rojo Internacional y compañera de Vittorio Vidali. Según un informe de la policía sobre su hermano Santiago, con fecha del 9 de julio de 1947, había pertenecido a la Federación Universitaria Escolar (FUE), fue miembro de la Comisión de Propaganda y del Buró Político del PCE. Fue comandante y comisario de brigada en el frente de Madrid, escapó de España al final de la guerra y se exilió en 1939 en Ciudad de México, donde murió en 1941 de una sepsis.